# Cold Case Hammarskjöld
Cold Case Hammarskjöld è un film documentario del 2019 diretto da Mads Brügger.
Il film tratta il caso, tuttora irrisolto, della morte del Segretario Generale dell'ONU Dag Hammarskjöld, avvenuta nel 1961 in un misterioso incidente aereo, mentre si trovava in missione nella Rodesia del Nord (attuale Zambia). Il regista, il filmmaker e giornalista danese Mads Brügger, indaga al caso affiancato dal giornalista svedese Göran Björkdahl, che nel 2011 con un articolo pubblicato su The Guardian sosteneva che l'aereo di Hammarskjöld fosse stato abbattuto dal pilota belga Jan van Risseghem. Il film propone, inoltre, una teoria complottista che ipotizza il coinvolgimento nell'assassinio di una milizia segreta di mercenari attiva in Sudafrica, coinvolta in un piano di diffusione dell'HIV in Africa, teoria quest'ultima contestata dopo l'uscita del film da un articolo del New York Times.
Cold Case Hammarskjöld è stato presentato il 26 gennaio in concorso al Sundance Film Festival nella sezione World Cinema Documentary, vincendo il premio per la miglior regia. In Italia il film è stato presentato il 9 giugno al Biografilm Festival nel Concorso Internazionale, e in seguito il 30 agosto come evento fuori concorso alle Giornate degli Autori durante la 76ª Mostra internazionale d'arte cinematografica di Venezia. Il film è stato selezionato tra i tre finalisti del Premio Lux 2019, riconoscimento attribuito dal Parlamento europeo ad opere cinematografiche europee che si distinguono per la capacità di trattare temi rilevanti nel dibattito sociopolitico e dunque di contribuire alla costruzione di una comune identità.

## Trama
Mads Brügger lavora al fianco di Göran Björkdahl, che ricevette dal padre una placca di metallo perforata che credeva provenire dall'Albertina, l'aereo di Hammarskjöld, convinzione rivelatasi falsa. Insieme investigano la teoria secondo cui un piccolo jet sparò all'Albertina nei pressi di Ndola (Zambia) abbattendolo. Le nuove rivelazioni sviluppano un'investigazione sulla morte di Hammarskjöld che pur senza pervenire a conclusione apre nuove piste. Nei pressi dell'aeroporto di Ndola Brügger e Björkdahl individuano quello che si presume essere il sito in cui venne sotterrato il relitto dell'Albertina, e fanno un tentativo comico di portarlo alla luce con una pala, ma sono subito fermati dalle autorità locali, che non avevano concesso il permesso a procedere negli scavi.
Il film si sposta allora in Sudafrica, dove nel 1998 la Commissione per la verità e la riconciliazione, istituita nel 1995 per rivelare la verità dei fatti sull'apartheid in Sudafrica, aveva rivelato un documento che delineava il piano dell'assassinio di Hammarskjöld. Brügger e Björkdahl indagano, quindi, sulla SAIMR (South African Institute for Maritime Research), l'organizzazione che aveva prodotto quel documento, e in particolare sul suo leader Keith Maxwell, che all'epoca gestiva numerose cliniche mediche in Sudafrica, benché non fosse un dottore. Si ipotizza, quindi, che la SAIMR fosse una milizia segreta di mercenari operante sotto l'ordine MI-6 e la CIA, e che sia stata coinvolta nell'assassinio di Hammarskjöld. Brügger e Björkdahl non riescono, tuttavia, a provare questa teoria, neppure recuperando la prima parte dell'autobiografia finzionalizzata di Maxwell.
L'ultima parte del film presenta due nuovi testimoni, che sostengono di essere ex-membri della SAIMR o stretti parenti. Questi testimoni confermano che la SAIMR era un'organizzazione clandestina di mercenari al soldo di potenze straniere. Sostengono, inoltre, che la SAIMR era al servizio dei suprematisti bianchi in Africa, e che organizzava operazioni per diffondere il virus dell'HIV tra la popolazione di colore in Sudafrica e Mozambico attraverso le cliniche di Maxwell. Brügger e Björkdahl trovano allora la seconda parte dell'autobiografia di Maxwell, che conferma il coinvolgimento della SAIMR nell'assassinio di Hammarskjöld. Il primo testimone spiega anche il mistero della carta da gioco visibile in alcune foto del cadavere di Hammarskjöld nell'interno del colletto della giacca, che rappresenterebbe un codice interno usato dalla CIA.

## Riconoscimenti
- 2019 - Sundance Film Festival
  - World Cinema Directing Award: Documentary
- 2019 - Premio Lux
  - Finalista
- 2019 - Filmfest München
  - ARRI/OSRAM Award - Special Mention[7]